# Hugo Kunheim (Chemiker)

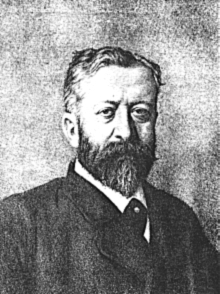
Dr. Hugo Kunheim

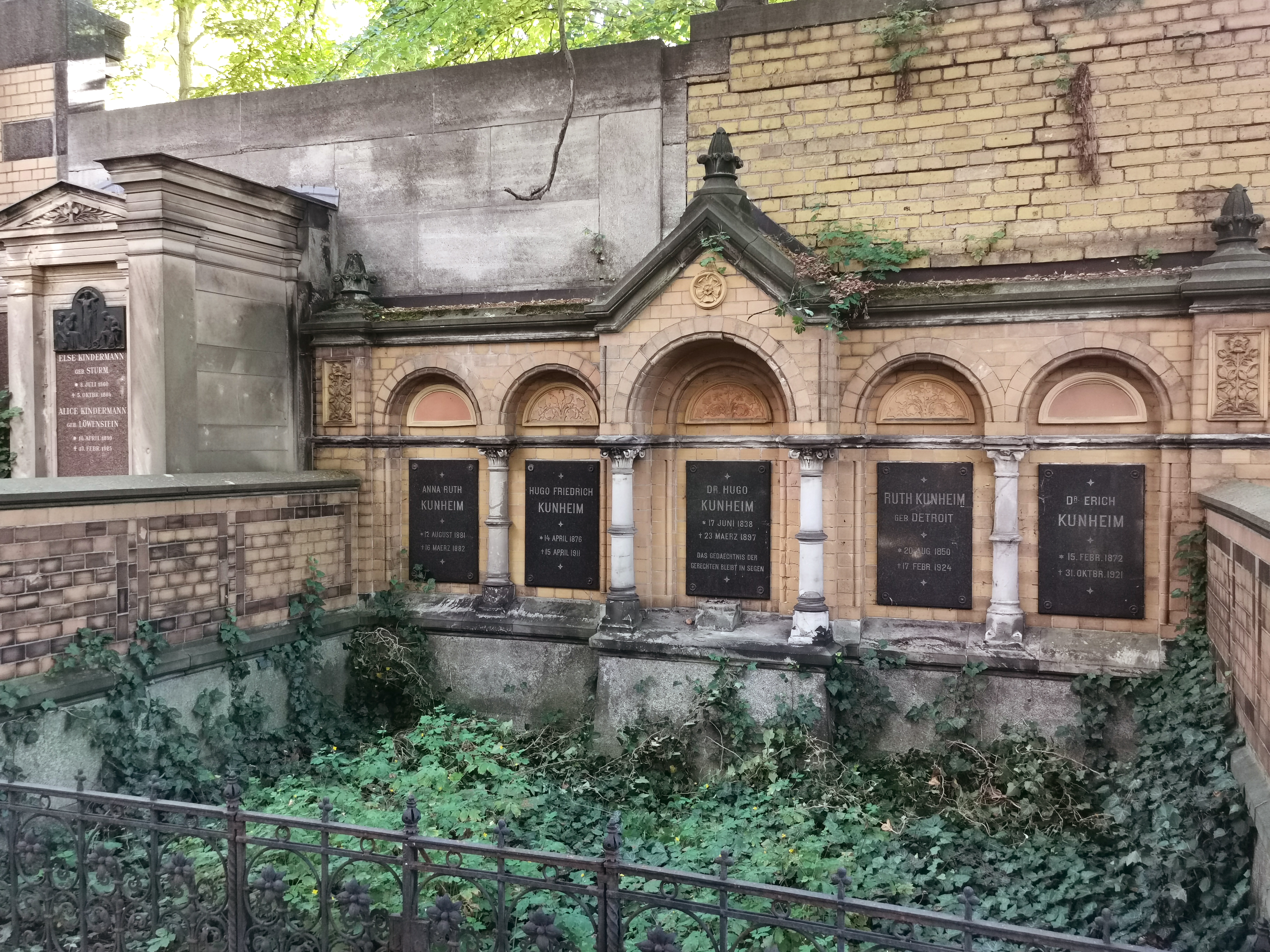
Familiengrabstelle auf dem Friedrichswerderschen Friedhof an der Bergmannstraße (Berlin-Kreuzberg)

Paul Georg Hugo Kunheim (* 17. Juni 1838 in Berlin; † 23. März 1897 ebenda) war ein deutscher Chemiker und Industrieller.

## Leben
Hugo Kunheim war der Sohn des Chemikers und Industriellen Dr. phil. Louis Kunheim und Enkel des Unternehmers Samuel Heinrich Kunheim, der die Firma S. H. Kunheim gegründet hatte. Nach dem Besuch des Friedrich-Wilhelms-Gymnasiums studierte er Chemie in Berlin, Heidelberg und Göttingen, wo er 1861 promoviert wurde. 1864 trat er in die Firma seines Vaters, Kunheim & Co., ein, die ihren Sitz in der Lindenstraße 26 hatte, und wurde zum 1. Januar 1865 Teilhaber. 1871 begannen nach Plänen von Knoblauch & Wex die Bauarbeiten für eine neue chemische Fabrik in Niederschöneweide, „Werk Kanne“ genannt, und neue Anlagen in Grube Ilse. Direkt neben der Fabrik in Niederschöneweide ließ sich Hugo Kunheim von Gustav Knoblauch eine Villa im exklusiven Renaissancestil errichten, „Villa Kanne“ genannt. Nach dem Tod seines Vaters übernahm er 1878 die alleinige technische Leitung des Unternehmens, während sein Freund Ernst Wartenberg die kaufmännische Führung übernahm. Zu dieser Zeit gehörten vier Fabriken zu dem Unternehmen: das Alaunwerk und Ziegelei in Freienwalde, die chemische Fabrik südlich vom Marheinekeplatz in der Tempelhofer Vorstadt am Kreuzberg, das Werk Kanne in Niederschöneweide und die Grube Ilse.
Hugo Kunheim führte u. a. das Deacon-Verfahren in Deutschland ein, das er zur Gewinnung von chlorsaurem Kali benutzte. Er entwickelte die Firma zum größten Ammoniakproduzenten Deutschlands und begann mit der Herstellung druckverflüssigter Kohlensäure. Zu ihrem Transport entwickelte er stählerne Zylinderflaschen mit einem selbsterfundenen explosionssicheren Ventil, gründete zu ihrem Vertrieb 1883 die AG für Kohlensäure-Industrie und wurde damit zum Pionier der Industrie der flüssigen Gase in Deutschland. Die grundlegenden Patente dafür hatte er von Wilhelm Raydt erworben.
Hugo Kunheim und sein Betriebsleiter Zimmermann begründeten 1883 mit ihrem Patent das Verfahren zur industriellen Herstellung der Cyankomplexverbindung Kaliumferrocyanid (gelbes Blutlaugensalz). Damit wird das berühmte „Berliner Blau“ hergestellt.
1884 verlegte er seinen Firmensitz in die Lindenstraße 23 und begann mit der endgültigen Verlagerung der Produktion vom Kreuzberg nach Niederschöneweide. Im Lausitzer Werk ließ er eine Brikettfabrik und eine Verblendstein-Ziegelei erbauen. 1888 erwarb er das Grundstück Dorotheenstraße 32 und ließ die Gebäude umbauen, hatte dort ab 1. März 1891 seinen Firmensitz und ließ auf der Spreeseite am Reichstagsufer 10 ein Wohnhaus errichten. Im selben Jahr erfolgte die Ausgliederung der Ilse Bergbau AG. 1896 beteiligt er sich als Mitorganisator an der Gewerbeausstellung in Berlin. Hugo Kunheim wurde in dem bereits 1883 von Knoblauch & Wex errichteten Erbbegräbnis auf dem Friedrichswerderschen Friedhof II beigesetzt (Feld ELW-W).

## Ämter und Mitgliedschaften
- Italienischer Konsul ab ca. 1871
- Ältester der Kaufmannschaft ab ca. 1883
- Mitglied im Verein zur Wahrung der Interessen der chemischen Industrie Deutschlands
- Stellvertretender Vorsitzender in der Berufsgenossenschaft der chemischen Industrie
- Aufsichtsratsmitglied vieler Unternehmen
- Mitglied im Verein für die Geschichte Berlins[8]

## Familie und Nachfolge
Hugo Kunheim heiratete Elwira Detroit (1850–1924). Sie hatten die Kinder Ilse (1869–1944), Lucie (* 1870), Helene Ruth (* 1873) Erich (1872–1921), Hugo Friedrich (1876–1911), Werner Ludwig (* 1879) und Eva (1883–1954). Der älteste Sohn Erich übernahm 1901 die Geschäfte der Chemischen Fabrik Kunheim & Co., der Sohn Hugo zog sich aus dem Geschäft zurück und lebte als Privatier und der Sohn Werner wurde Komponist.

## Ehrungen
- 1894 wurde ihm der Titel Kommerzienrat verliehen.[9]
- 2003 wurde die Kunheimstraße im Ortsteil Oberschöneweide nach ihm benannt.[10] Bereits vor dem Ersten Weltkrieg hatte es dort eine nach der Familie benannte Kunheimstraße gegeben, von der Wilhelminenhofstraße zur Spree, die jedoch von den entstehenden Industrieanlagen überbaut wurde.[11] Das nahegelegene Werk „Kanne“ ist der Bezug.

## Trivia
Hugo Kunheim ist auch in die Literatur eingegangen: der Kommerzienrat Treibel in Fontanes Roman Frau Jenny Treibel trägt einige seiner Züge, jedoch auch die anderer zeitgenössischer Unternehmer. Fontanes Schwester, Jenny Sommerfeld, pflegte mit den Kunheims einen familiären Umgang.